# Michel Vialatte
Pour les articles homonymes, voir Vialatte.
Michel Vialatte, né le 18 juillet 1959 à Mulhouse, est un haut fonctionnaire et ancien homme politique français, écrivain (romancier et novelliste).

## Biographie
Michel Vialatte, né le 18 juillet 1959 à Mulhouse, est diplômé de droit international et ancien élève de l'Institut d’études politiques de Paris.
Il a tout d'abord été chef de cabinet du secrétaire d’État auprès du Premier ministre, chargé de la Jeunesse et des Sports Christian Bergelin (RPR), dans le deuxième gouvernement de Jacques Chirac (1986-1988).
Puis il a été directeur général adjoint puis directeur général des services de l’Essonne entre 1988 et 1996, tout en exerçant les mandats de conseiller municipal de Besançon dans le Doubs de mars 1989 à septembre 1997 ; ainsi que de conseiller général du Doubs (canton de Besançon-Ouest, RPR) de mars 1992 à mars 1998 (membre de la Commission Permanente).
En mars 1994 il est nommé directeur des services départementaux. 
Interrogé en 1996 sur la réalité du travail effectué par Xavière Tiberi, qu'il a recrutée en 1994 à la demande de Xavier Dugoin, il déclare qu'à « l'époque comme encore aujourd'hui, de nombreux élus recrutent à leur cabinet des membres de leurs familles ou de leurs entourages politique ou personnel le plus proche » et ajoute : « J'ai de nombreux exemples à l'esprit ».
Nommé directeur de cabinet du maire de Nice Jacques Peyrat (Alpes-Maritimes, 350 000 habitants) le 18 mars 1996, il devient directeur général des services de la mairie de septembre 1997 à novembre 1999 puis de novembre 2001 à mars 2003.
Il est le premier directeur général des services de la communauté d’agglomération Nice Côte d’Azur (CANCA), créée en janvier 2002 et dont il installe l’administration. 
Michel Vialatte est entretemps directeur général de l’entreprise Saint-Maclou de novembre 1999 à octobre 2001[réf. souhaitée].
Le tribunal correctionnel de Nice le condamne le 11 juin 2004 à cinq ans d'emprisonnement, dont 18 mois avec sursis, dans le procès de marchés publics truqués de Nice. Avec Pierre Besrest qui écope de trois ans ferme, ils étaient accusés de corruption, trafic d'influence et favoritisme.
Il crée en 2005 l'agence de notation extra-financière ARCET Notation dont il devient directeur.
Il est directeur général de l’Office d'analyse des risques publics (OFARP), organisme spécialisé dans l'expertise de plans de prévention des risques (PPR) et la réalisation de simulations de crise de 2010 à 2014. 
Le 25 avril 2013, ARCET Cotation dirigée par Michel Vialatte réalisera entre 2013 et 2017 une trentaine de notations extra-financières de collectivités territoriales et entreprises délégataires de service public dont l'attribution de la note A+ pour ses performances en matière de développement durable à la gestion confiée par le SIARCE (Syndicat Intercommunal d'aménagement, de rivières et du cycle de l'eau) à la Société des Eaux de l’Essonne (SEE). 
Michel Vialatte est nommé en janvier 2015 directeur général des services du SIREDOM, l'agence sud francilienne pour l'énergie, les déchets et l'environnement (130 communes de l'Essonne et de Seine-et-Marne) dont Xavier Dugoin a été président de 2014 à 2020. Il quitte ces fonctions en juillet 2017.
Il exerce ensuite, entre septembre 2017 et janvier 2022 à Corbeil-Essonnes les fonctions de directeur général des services du SIARCE  (68 communes de l'Essonne, de Seine-et-Marne et du Loiret) dont Xavier Dugoin est président.

## Publications
Michel Vialatte est par ailleurs écrivain et auteur d'une dizaine d'ouvrages depuis 1990 :
- Les Bisons grand teint (éditions Cêtre) (avec F. Vialatte et J. Camponovo)
- Le Dictionnaire bisontin de l’alternance (éditions E=MC2)
- Au ciel comme en terre (éditions du Net)
- Le temps s'arrête après minuit (Tome 1 Itinéraire du saumon) (éditions du Net)